# (7261) Yokootakeo
(7261) Yokootakeo est un astéroïde de la ceinture principale.

## Description
(7261) Yokootakeo est un astéroïde de la ceinture principale. Il fut découvert le 14 avril 1994 à Oizumi par Takao Kobayashi. Il présente une orbite caractérisée par un demi-grand axe de 2,65 UA, une excentricité de 0,17 et une inclinaison de 13,0° par rapport à l'écliptique.

## Compléments